# Aboubacar Doumbia
Aboubacar Junior Doumbia (12 novembre 1999) è un calciatore ivoriano, attaccante dell'Al-Orobah.

## Caratteristiche tecniche
È un'ala sinistra.

## Carriera

### Club
Cresciuto calcisticamente nel SOA, nel 2019 approda in Francia firmando con il CSO Amnéville militante in CFA 2; dopo una stagione si trasferisce in Finlandia al KPV dove realizza 6 reti in 17 incontri nella seconda divisione del Paese.
Nel 2020 viene acquistato a titolo definitivo dal Maccabi Netanya, con cui nel corso della stagione 2020-2021 mette a segno 2 reti in 15 presenze nella prima divisione israeliana.

### Nazionale
Ha giocato nella nazionale ivoriana Under-23.
Nel 2021 viene convocato dalla nazionale olimpica per prendere parte alle Olimpiadi di Tokyo. Debutta il 22 luglio in occasione dell'incontro contro l'Arabia Saudita.

## Statistiche
Statistiche aggiornate al 22 luglio 2021.

### Presenze e reti nei club
| Stagione        | Squadra         | Campionato      | Campionato | Campionato | Coppe nazionali | Coppe nazionali | Coppe nazionali | Coppe continentali | Coppe continentali | Coppe continentali | Altre coppe | Altre coppe | Altre coppe | Totale | Totale | Totale |
| Stagione        | Squadra         | Comp            | Pres       | Reti       | Comp            | Pres            | Reti            | Comp               | Pres               | Reti               | Comp        | Pres        | Reti        | Pres   | Reti   |        |
| --------------- | --------------- | --------------- | ---------- | ---------- | --------------- | --------------- | --------------- | ------------------ | ------------------ | ------------------ | ----------- | ----------- | ----------- | ------ | ------ | ------ |
| 2019-2020       | CSO Amnéville   | N3              | 1          | 0          |                 | -               | -               |                    | -                  | -                  |             | -           | -           | 1      | 0      |        |
| 2020            | KPV             | Y               | 17         | 6          | CF+CdL          | 0               | 0               |                    | -                  | -                  |             | -           | -           | 17     | 6      |        |
| 2020-2021       | Maccabi Netanya | LHA             | 15         | 2          | CI+TC           | 2+0             | 0               |                    | -                  | -                  |             | -           | -           | 17     | 2      |        |
| Totale carriera | Totale carriera | Totale carriera | 33         | 8          |                 | 2               | 0               |                    | -                  | -                  |             | -           | -           | 35     | 8      |        |